# 1995 Hajek
1995 Hajek (1971 UP1) là một tiểu hành tinh vành đai chính được phát hiện ngày 16 tháng 10 năm 1971 bởi Kohoutek, L. ở Bergedorf.